# Shirley (album)
Pour les articles homonymes, voir Shirley.
Albums de Shirley Bassey
The Fabulous Shirley Bassey
(1959) Shirley Bassey
(1961)
Singles
Shirley est le quatrième album studio de Shirley Bassey, sorti en 1961. Il est son plus grand succès commercial de la décennie, étant classé no 9 au UK Albums Chart.
Shirley contient quelques reprises de chansons populaires de Cole Porter (In the Still of the Night, So in Love (en) et Ev'ry Time We Say Goodbye) ; des chansons de films comme If I Were a Bell (en) (extraite de Blanches colombes et vilains messieurs), There Will Never Be Another You ou Hooray for Love (en) et une chanson française, All at Once.
Shirley sort en 33 tours puis est réédité par EMI en 33 tours en 1997.

## Liste des chansons
Face A
| No | Titre                         | Paroles                     | Musique      | Durée |
| -- | ----------------------------- | --------------------------- | ------------ | ----- |
| 1. | In the Still of the Night     | Cole Porter                 | Cole Porter  | 3:24  |
| 2. | Let There Be Love (en)        | Ian Rand                    | Lionel Grant | 3:15  |
| 3. | All at Once                   | Dorcas Cochran, Eddy Marnay | Emil Stern   | 3:34  |
| 4. | For Every Man There's A Woman | Leo Robin                   | Harold Arlen | 3:54  |
| 5. | I'm in the Mood for Love      | Dorothy Fields              | Jimmy McHugh | 3:24  |
| 6. | So in Love (en)               | Cole Porter                 | Cole Porter  | 3:05  |

Face B
| No | Titre                           | Paroles       | Musique         | Durée |
| -- | ------------------------------- | ------------- | --------------- | ----- |
| 1. | If I Were a Bell (en)           | Frank Loesser | Frank Loesser   | 2:55  |
| 2. | There Will Never Be Another You | Mack Gordon   | Harry Warren,   | 4:24  |
| 3. | Hooray for Love (en)            | Leo Robin     | Harold Arlen    | 3:14  |
| 4. | Too Late Now                    | Leo Robin     | Alan Jay Lerner | 3:41  |
| 5. | I'm Shooting High               | Ted Koehler   | Jimmy McHugh    | 2:22  |
| 6. | Ev'ry Time We Say Goodbye       | Cole Porter   | Cole Porter     | 5:17  |

## Personnel
- Shirley Bassey – chant
- Norman Newell - producteur
- Geoff Love – arrangements, orchestration, direction d'orchestre